# Dameserien 2016
La Dameserien 2016 è la 2ª edizione del campionato di football americano femminile di primo livello, organizzato dalla NAIF.

## Squadre partecipanti
| Club                    | Città        | Stadio | Sponsor ufficiale | Risultato nella stagione 2015 |
| ----------------------- | ------------ | ------ | ----------------- | ----------------------------- |
| Fredrikstad Queens      | Fredrikstad  |        |                   |                               |
| Haugesund Hurricanes    | Haugesund    |        |                   |                               |
| Kristiansand Gladiators | Kristiansand |        |                   |                               |
| Vålerenga Trolls        | Oslo         |        |                   |                               |

## Stagione regolare

### Calendario

#### 1ª giornata
| 3 settembre 2016, ore 14:00 | Kristiansand Gladiators | 20 – 16 | Haugesund Hurricanes |  |

| 4 settembre 2016, ore 15:00 | Vålerenga Trolls | 26 – 14 | Fredrikstad Queens |  |

#### 2ª giornata
| 10 settembre 2016, ore 14:00 | Haugesund Hurricanes | 6 – 50 | Vålerenga Trolls |  |

#### 3ª giornata
| 1º ottobre 2016, ore 15:30 | Kristiansand Gladiators | 44 – 0 | Fredrikstad Queens |  |

#### 4ª giornata
| 8 ottobre 2016, ore 14:00 | Haugesund Hurricanes | 0 – 28 | Kristiansand Gladiators |  |

#### 5ª giornata
| 16 ottobre 2016, ore 14:00 | Fredrikstad Queens | 0 – 30 (a tavolino) | Vålerenga Trolls |  |

### Classifica
La classifica della stagione regolare è la seguente:
- PCT = percentuale di vittorie, G = partite giocate, V = partite vinte,  P = partite perse, PF = punti fatti, PS = punti subiti

| Pos. | Squadra                 | PCT   | G | V | N | P | PF  | PS  |
| ---- | ----------------------- | ----- | - | - | - | - | --- | --- |
| 1    | Vålerenga Trolls        | 1.000 | 3 | 3 | 0 | 0 | 106 | 20  |
| 2    | Kristiansand Gladiators | 1.000 | 3 | 3 | 0 | 0 | 72  | 16  |
| 3    | Haugesund Hurricanes    | .000  | 3 | 0 | 0 | 3 | 22  | 98  |
| 4    | Fredrikstad Queens      | .000  | 3 | 0 | 0 | 3 | 14  | 100 |

## Playoff

### Finale 3º - 4º posto
| 22 ottobre 2016, ore 14:00 | Fredrikstad Queens | 6 – 14 | Haugesund Hurricanes |  |

## II NM Finale
| 22 ottobre 2016, ore 14:00 | Vålerenga Trolls | 21 – 6 | Kristiansand Gladiators |  |

## Verdetti
- Vålerenga Trolls Campionesse della Norvegia 2016